# Aeroportul Vatomandry
Aeroportul Vatomandry (IATA: VAT, ICAO: FMMY) este un aeroport din Madagascar.
aeroportul dispune de o singură pistă.